# Вакуумметр
Вакуумме́тр (от вакуум + др.-греч. μετρεω «измеряю») — вакуумный манометр, прибор для измерения давления разрежённых газов.

## Типы
Вакуумметры могут быть разделены на 3 основные группы: механические, ионизационные и тепловые.
Классификация механических вакуумметров (вакууметров прямого действия):
- Давление создаёт силу, прилагаемую к рабочей области
  - Твёрдая рабочая область
    - Мембранный вакуумный датчик
      - Ёмкостные диафрагменные датчики, резонансные кремниевые датчики

    - Поршневой датчик
    - Вакуумметры с эластичными элементами, вакуумметры Бурдона

  - Жидкая рабочая область
    - U-образный вакуумметр[яп.]
    - Вакуумметр Мак-Леода

Классификация вакуумметров непрямого действия:
- ионизационные вакуумметры[нем.]
  - вакуумметры с излучающим катодом
    - вакуумметры-триоды
    - Вакуумметры Байарда-Альперта[яп.]
    - вакуумметры-экстракторы
      - вакумметры-экстракторы с энергетическим анализом
      - вакуумметры Лафферти

  - вакуумметры с электромагнитным полем
    - вакуумметры Лафферти
    - вакуумметры Пеннинга
    - вакуумметры-магнетроны, вакуумметры - обратные магнетроны
- тепловые
  - вакуумметры Пирани
  - термопарные вакуумметры
- вакуумметры измерения момента
  - вакуумметры с вращающимся ротором

### Механические
Механический вакуумметр представляет собой обычный манометр (жидкостный либо анероид) для измерения малых давлений. В жидкостных вакуумметрах в измерительном колене применяется масло с известной плотностью и по возможности с
малым давлением пара с тем, чтобы не нарушать вакуум. Обычно жидкостные манометры изолируют от остальной вакуумной системы при помощи азотных ловушек — специальных устройств наполняемых жидким азотом и служащих для вымораживания паров рабочего вещества манометра. Область измеряемых давлений от 10 до 105 Па.

### Ионизационные

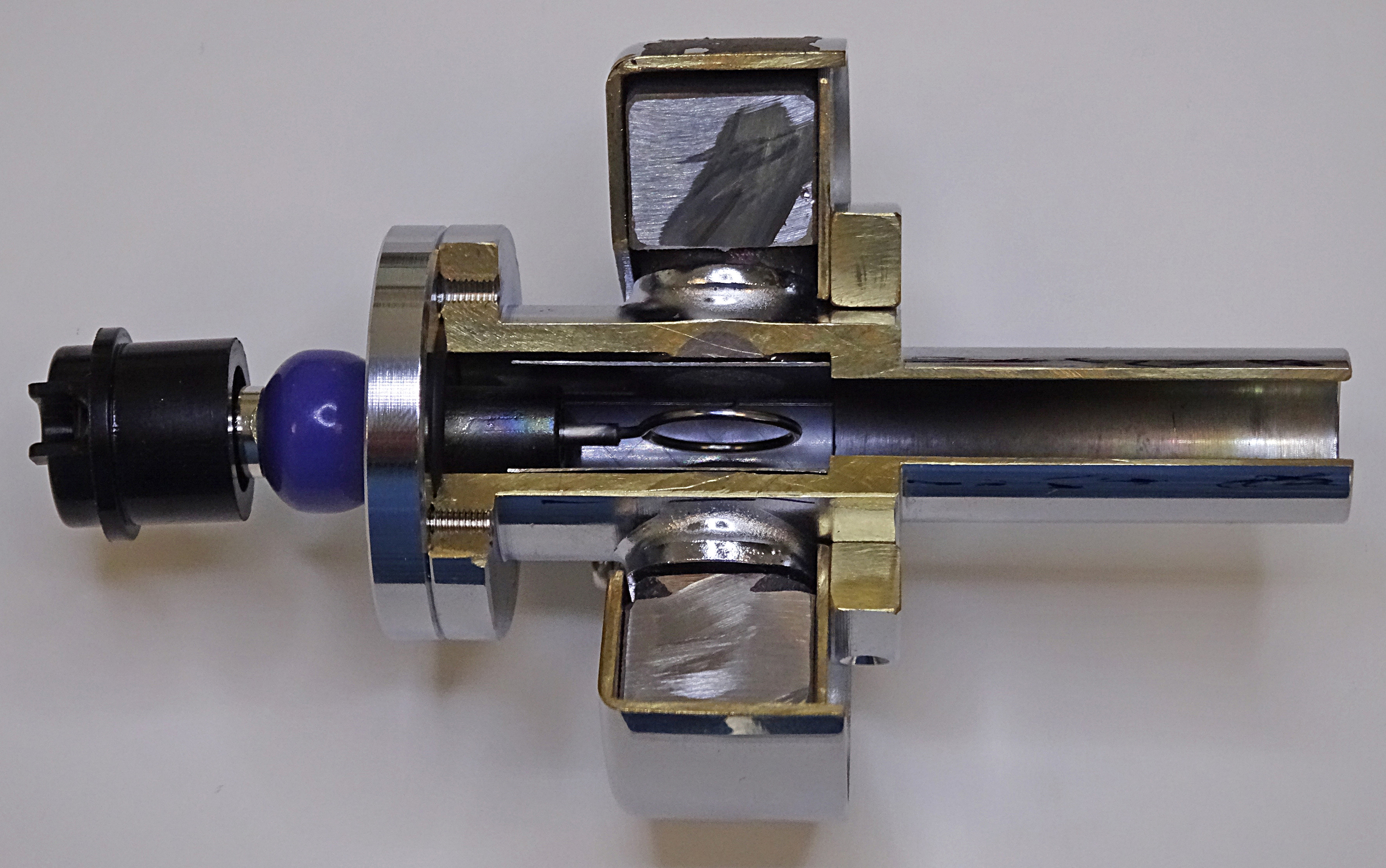
Вакуумметр Пеннинга, открытый

Принцип действия ионизационных вакуумметров основан на ионизации газа. По сути, представляют собой вакуумный диод, на анод которого подано положительное, а на дополнительный электрод, называемый коллектором, большое отрицательное напряжение. При понижении давления газа уменьшается число атомов, способных подвергнуться ионизации, и соответственно ионизационный ток (ток коллектора), текущий между электродами при данном напряжении. Область измеряемых давлений от 10−13 до 0,01 Па. Подразделяются на вакуумметры с холодным катодом (Пеннинга и магнетронные) и с накаливаемым катодом. К последним относится датчик ЛМ-2 с постоянной 105 мкА/мм.рт.ст.

##### Альфатрон
Разновидность ионизационного вакуумметра. Отличается от последнего тем, что для ионизации используются не электроны, а альфа-частицы, испускаемые источником (порядка 0,1—1 милликюри) на радии или плутонии. Альфатроны проще, надежнее и точнее вакуумметров с катодом, но из-за низкой чувствительности, требующей очень сложной схемы измерения сверхмалых токов, не могут их заменить. Обычно используются в том же диапазоне давлений, что и термопарные (терморезисторные) вакуумметры.

### Тепловые

#### Терморезисторные

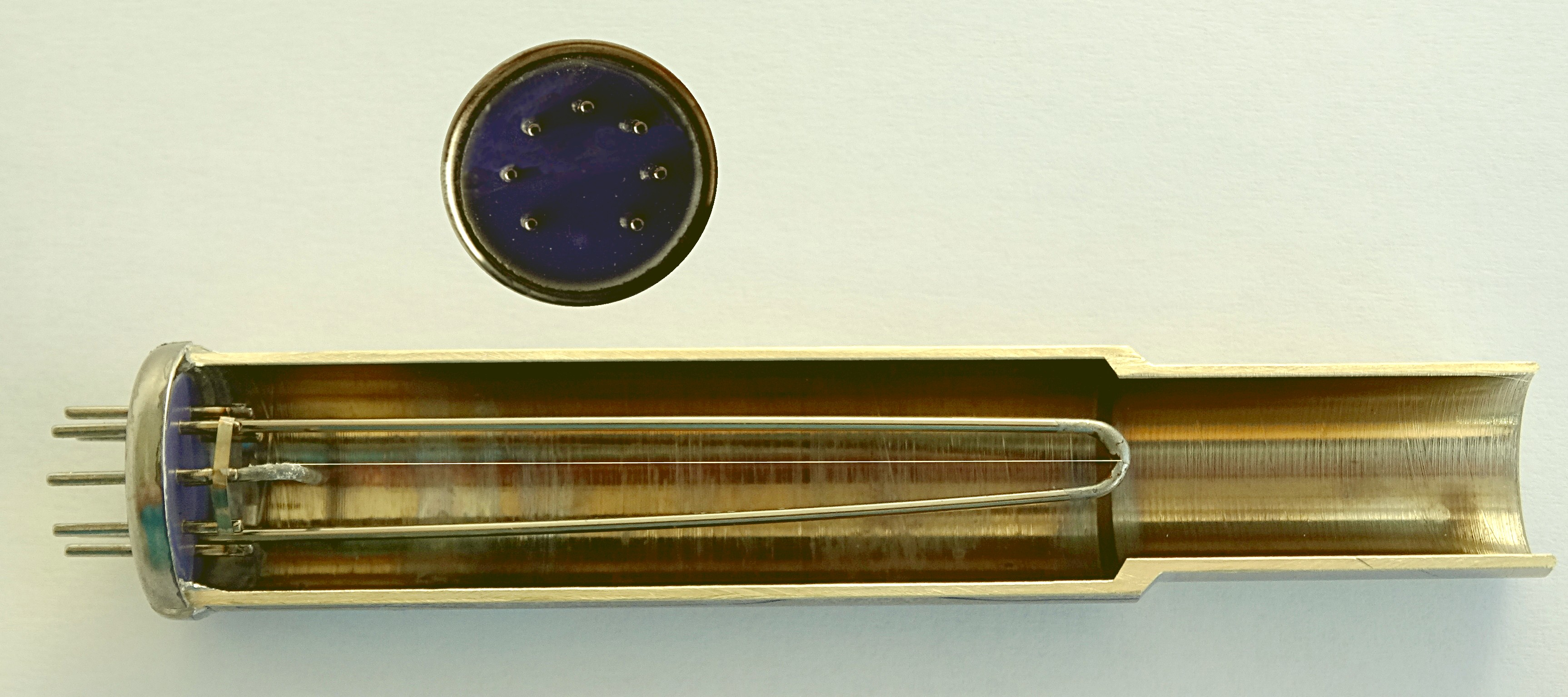
Вакуумметр Пирани, открытый

Принцип действия терморезисторного вакуумметра основан на мостовой схеме, стремящейся поддерживать постоянное сопротивление (а значит и температуру) терморезистора, открытого измеряемому давлению. Чем выше давление газа, тем большую мощность нужно подводить к терморезистору для поддержания неизменной температуры. Соответственно, между давлением и напряжением на датчике (током через него) имеется однозначная зависимость. Датчики, в которых терморезистором выступает нить, называют вакуумметрами Пирани. Примером могут служить отечественные датчики ПМТ-6-3. Терморезисторные манометры применяются для измерения давлений от 0,001 до 1000 и более Па.

#### Термопарные
Принцип действия термопарного вакуумметра основан на охлаждении за счёт теплопроводности. Термопара находится в контакте с нагреваемым проводом. Чем лучше вакуум, тем меньше теплопроводность газа, и следовательно выше температура проводника (теплопроводность разрежённого газа прямо пропорциональна его давлению). Проградуировав подключенный к термопаре милливольтметр при известных давлениях можно использовать измеряемое значение температуры для определения давления. К термопарным относятся, например, отечественные датчики ПМТ-2 и ПМТ-4М. Область измеряемых давлений от 0,01 до 100 Па.

### Ёмкостные
Принцип действия ёмкостного вакуумметра основан на изменении ёмкости конденсатора при изменении расстояния между обкладками. Одна из обкладок конденсатора выполняется в виде гибкой мембраны. При изменении давления мембрана изгибается и меняет ёмкость конденсатора, которую можно измерить. После градуировки возможно использовать прибор для измерения давлений. Область измеряемых давлений от 1 до 1000 Па.

## Предел измерений
Пределы измерений вакуумметром напрямую следуют из его типа, поскольку назначение у этих приборов одно и то же, а точность и предел измерений сильно отличаются. Так, механическими вакуумметрами обычно можно измерять разрежение не ниже 100 Па, жидкостными — до 0,1 Па, тепловыми — до 0,001 Па, компрессионными — до 0,001 Па, ионизационными — вакуумметры до 10−12—10−13 Па).

## Применение
Область применения вакуумметров достаточно широка: они используются и в промышленности, и в быту — везде, где нужно знать и регулировать давление: для контроля работы вакуумных насосов, степени разрежения в маслопроводах или технологических полостях, в лабораторных исследованиях, для обслуживания кондиционеров, в автосервисах — для измерения давления во впускном коллекторе. Термопарный и ионизационный вакуумметры широко применяются в промышленности и экспериментах, так как являются массовыми, хорошо повторяемыми приборами. Практически все выполняются в виде электронных ламп со стеклянным отростком, соединяющимся с исследуемым объёмом с помощью шланга или припаивания.
- Лиофилизация
- Химическое производство
- Системы молекулярной перегонки
- Обслуживание вакуумных насосов
- Анализаторы, спектрометрия
- Вакуумирование и заправка систем охлаждения
- Вакуумная упаковка
- Вакуумная теплоизоляция, двустенные сосуды и трубопроводы
- Изготовление полупроводниковых и электронных компонентов
- Контроль качества